# Abu Kalta
Abu Kalta (arab. ‏أبو قلتة‎) – miejscowość w Egipcie, w muhafazie Al-Minja. W 2006 roku liczyła 7349 mieszkańców.